# Baie-Trinité
Baie-Trinité è un villaggio del Canada, situato nella provincia del Québec, nella regione di Côte-Nord.